# Leiophron kaszabi
Leiophron kaszabi är en stekelart som först beskrevs av Papp 2000.  Leiophron kaszabi ingår i släktet Leiophron och familjen bracksteklar. Inga underarter finns listade i Catalogue of Life.